# Stand News
Stand News (en xinès 立場新聞) va ser un lloc web de notícies en línia sense ànim de lucre amb seu a Hong Kong del 2014 al 2021. Fundat el desembre de 2014, va ser el successor de House News. Es va centrar principalment en qüestions socials i polítiques a Hong Kong i, en general, va adoptar una posició editorial favorable a la democràcia.
Stand News va ser el millor classificat en credibilitat entre els mitjans de comunicació en línia a Hong Kong en dues enquestes d'opinió pública realitzades per la Universitat Xinesa de Hong Kong el 2016 i el 2019.
El 29 de desembre de 2021, en el context de la creixent supressió governamental dels mitjans de comunicació després de la promulgació del 2020 de la llei de seguretat nacional de Hong Kong, Stand News va ser asaltat per la força de policia de Hong Kong, que va arrestar el personal superior i va congelar els actius de l'empresa. Com a resultat, de manera similar a l'Apple Daily a principis del mateix any, Stand News es va veure obligat a acomiadar el seu personal i cessar les operacions.

## Rerefons

El moment en què Gwyneth Ho, una periodista de Stand News, va ser atacada a Yuen Long.

Stand News es va fundar després del tancament de House News el juliol de 2014. En lloc d'executar el lloc web com a societat limitada com House News, l'empresa propietària del lloc web, Best Pencil (Hong Kong) Limited, està gestionada legalment per una empresa de confiança, tot i que prohibeix qualsevol transferència d'accions.
Després del tancament forçat d'Apple Daily el 24 de juny de 2021, l'organització va anunciar mesures de precaució, citant "preocupacions de seguretat". Tot i que es va comprometre a continuar publicant, va dir que eliminaria preventivament tots els articles que no siguin notícies, com ara comentaris i comentaris. Afirmant que donar les seves finances actuals permetria continuar les operacions entre 9 i 12 mesos, deixarien d'acceptar patrocinis o subscripcions per evitar que els diners "es malgastin". Sis dels vuit membres de la junta van dimitir. "
L'organització també va participar en les filtracions de Pandora Papers l'octubre de 2021.

## Incidències

### Disputa legal amb l'exdirector executiu Leung Chun-ying
El 24 d'agost de 2018, l'exdirector executiu Leung Chun-ying va presentar una demanda de difamació contra el professor universitari Chung Kim-wah i Stand News a l'Alt Tribunal, al·legant que un article del lloc web associava falsament a Leung amb les tríades. L'article havia informat d'un sopar entre els ajudants de Leung i els suposats membres de la tríada. Chung Kim-wah es va negar a retractar-se de l'article, mentre que l'editor en cap de Stand News, Chung Pui-kuen, va declarar que no creia que l'article difamés a Leung, i li va ampliar el dret a contestar.

### Incidents durant les protestes de Hong Kong del 2019
Durant l'atac de Yuen Long el 21 de juliol de 2019, la periodista de Stand News Gwyneth Ho va ser atacada per membres de la tríada mentre emetia l'atac en directe. Quan els agressors estaven atacant els viatgers a l'estació de tren, alguns d'ells es van girar cap a Ho, que va ser tombada i colpejada per pals i porres de fusta mentre continuava filmant. Ho va ser traslladada a l'hospital, on va rebre tractament per les seves ferides i li van fer punts de sutura.
El 20 de desembre de 2019, mentre informava d'un incident de tiroteig a Jade Plaza de Tai Po, un policia va colpejar repetidament les mans i el telèfon mòbil d'un periodista de Stand News ; altres periodistes van ser ruixats amb pebre. L'Associació de Periodistes de Hong Kong va condemnar l'atac i la provocació intencionada de la policia de Hong Kong. El periodista principal Yau Ching-Yuen va al·legar que la policia podria haver sabut que la víctima treballava per a Stand News i, per tant, va apuntar intencionadament al periodista.
El 24 de desembre de 2019, un periodista de Stand News va ser atacat per la policia amb esprai de pebre. En aquell moment, el periodista, armat amb un equip de gravació, cobria un conflicte entre la policia i els civils a Mong Kok.

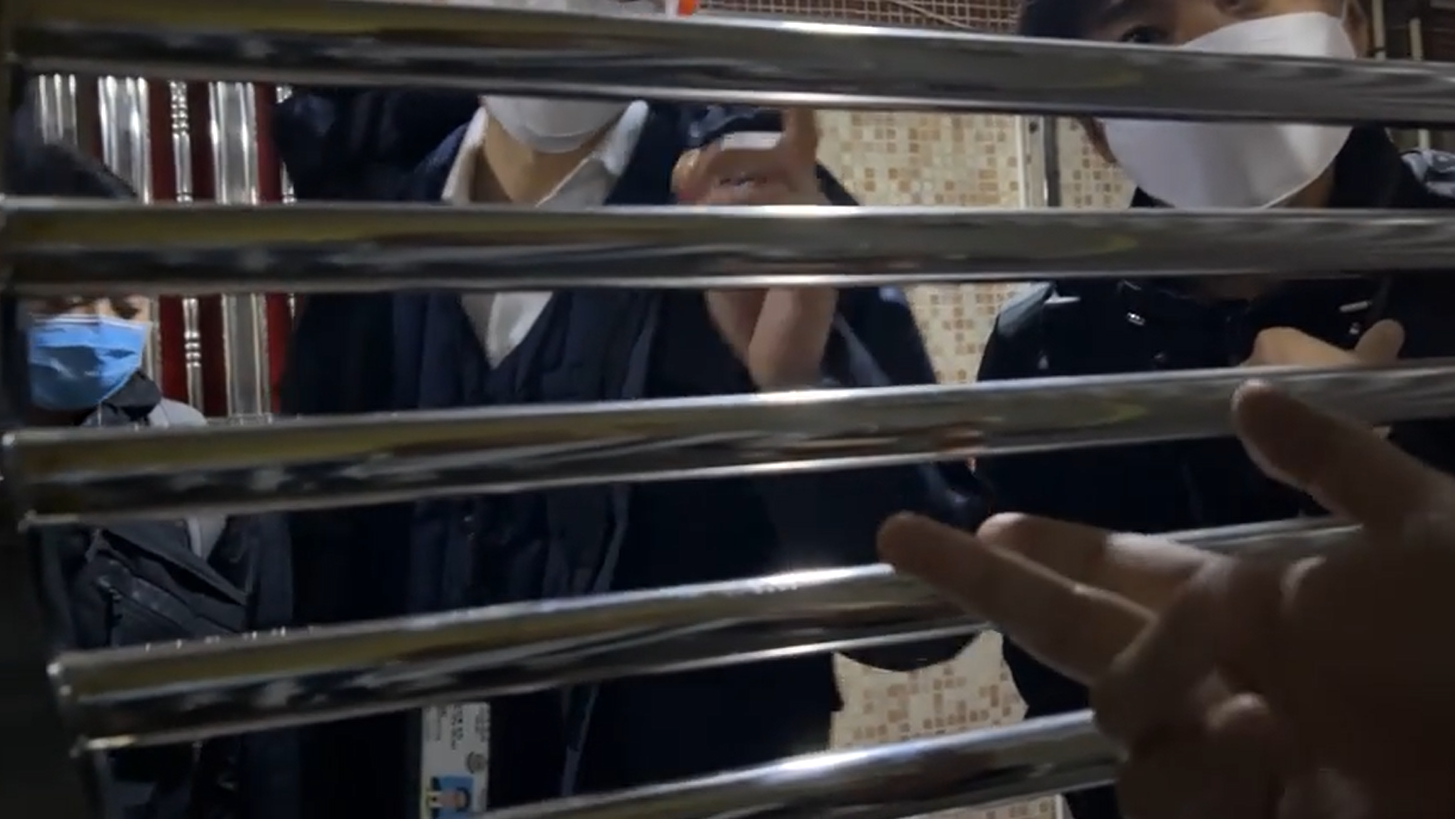
Ronson Chan va transmetre en directe l'atac policial a casa seva a la pàgina de Facebook de Stand News.

## Supressió i tancament del govern
El 2021, una sèrie de grans editorials de notícies independents van tancar arran de les noves lleis de seguretat nacional. Stand News i Apple Daily al juny i el processament del personal allà. Com a resultat, Stand News va escriure que els "crims de parla" havien arribat a Hong Kong i va eliminar els comentaris del seu lloc web. També va deixar d'acceptar donacions mensuals dels lectors per evitar el malbaratament dels fons dels donants en el cas que Stand News fos suprimit d'una manera similar a l'Apple Daily.
Stand News es va apuntar més tard aquell any. El 3 de desembre de 2021, el secretari de Seguretat, Chris Tang, va acusar l'empresa de parcialitat i de difamar la iniciativa de la "presó intel·ligent" de Hong Kong. El matí del 29 de desembre, Stand News va ser asaltat per més de 200 agents de la policia de Hong Kong. Tres homes i tres dones van ser detinguts i acusats de conspirar per publicar material sediciós. Ronson Chan, editor de Stand News i president de l'Associació de Periodistes de Hong Kong, també va ser detingut per ser interrogat per agents de seguretat nacional, i la seva casa va ser asaltada; dos antics membres de la junta: l'antiga legisladora Margaret Ng i la icona del pop Denise Ho estaven entre els arrestats.
Més tard el mateix dia, Stand News va anunciar a les xarxes socials que deixaria de publicar-se i acomiadar els seus empleats, ja que els actius de l'empresa van ser congelats per la policia. El seu lloc web va ser ràpidament substituït per una breu carta de comiat. Es van suprimir les pàgines de Facebook i Twitter de l'empresa i es va eliminar tot el contingut del seu compte de YouTube. L'oficina britànica ' Stand News va anunciar que també tancaria, amb la dimissió del cap de l'oficina Yeung Tin-shui.
Al final de la seva vida, la seva pàgina de fans de Facebook tenia més d'1,7 milions de m'agrada.

## Editors en cap
1. Chung Pui-kuen
2. Yu Ka-fai
3. Patrick Lam; provisional